# Helîm Yûsiv
Helîm Yûsiv (Amûdê, 1967) escritor y jurista sirio kurdo. 
Estudió derecho en la Universidad de Alepo y ha publicado en el Líbano, Turquía y Alemania. Escribe en árabe y kurdo.

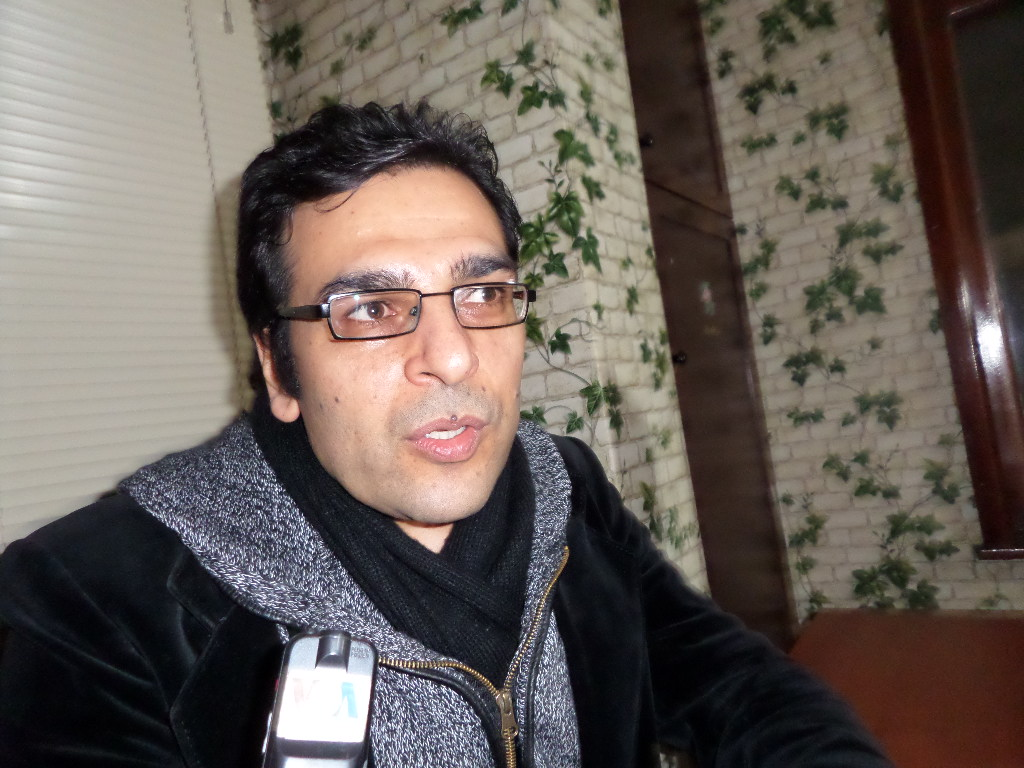
Helîm Yûsiv (2013)

## Ob (títulos traducidos)
- El hombre embarazado (1991,  árabe, Damasco, 1997 kurdo, Estambul, 2004, alemán, Münster)
- La mujer del piso alto (1995, árabe, Beirut, 1998, kurdo, Estambul)
- Los muertos no duermen (1996, kurdo, Estambul)
- Sobarto (1999 kurdo, árabe, Beirut)
- Mem sin Zin (2003, kurdo, Estambul)
- Miedo sin dientes (2006, kurdo, Estambul)